# Beaudignies
 Beaudignies  es una población y comuna francesa, en la región de Norte-Paso de Calais, departamento de Norte, en el distrito de Avesnes-sur-Helpe y cantón de Le Quesnoy-Est.
La localidad se encuentra al SE del departamento de Norte, a 72 km de Lille y a 15 km de la frontera belga. Su territorio se encuentra dentro del parque natural Regional de L'Avesnois. Históricamente, pertenecía al Condado de Hainaut.

## Demografía
| 603 | 597 | 527 | 543 | 523 | 537 |
| Para los censos de 1962 a 1999 la población legal corresponde a la población sin duplicidades (Fuente: INSEE [Consultar]) |     |     |     |     |     |